# Солянко Сергій Леонідович
Сергій Леонідович Солянко (2001—2024) — молодший сержант Національної гварії України.

## Життєпис
Народився 26 червня 2001 року в селі Почино-Софіївка Магдалинівського району Дніпропетровської області в багатодітній сім’ї, де виховувалося троє дітей. З 2007-го року навчався в Почино-Софіївсьій загальноосвітній школі . 
У 2020 році вступив на військову службу до Національної гвардії України, з 24.06. 2021 р. – проходив службу за контрактом, військова частина №3073. 24 лютого 2022 року під час повномасштабного вторгнення ворога, разом із своїм підрозділом, став на захист Батьківщини: воював в м. Волноваха, брав участь в боях на Східному фронті в Харківській та Донецькій областях. 
З січня 2024 року перевівся до підрозділу «Омега» Національної гвардії України в м. Харків.
7 листопада 2024 року під час евакуації поранених бійців в селі Юр’ївка під Покровським отримав важке поранення, тиждень медики боролися за життя Сергія, але 14 листопада 2024 року Сергій помер 

## Нагороди
- медаль За доблесну службу [1]
- орден За мужність ІІІ ступеня (посмертно) [2]